# 藍光LED

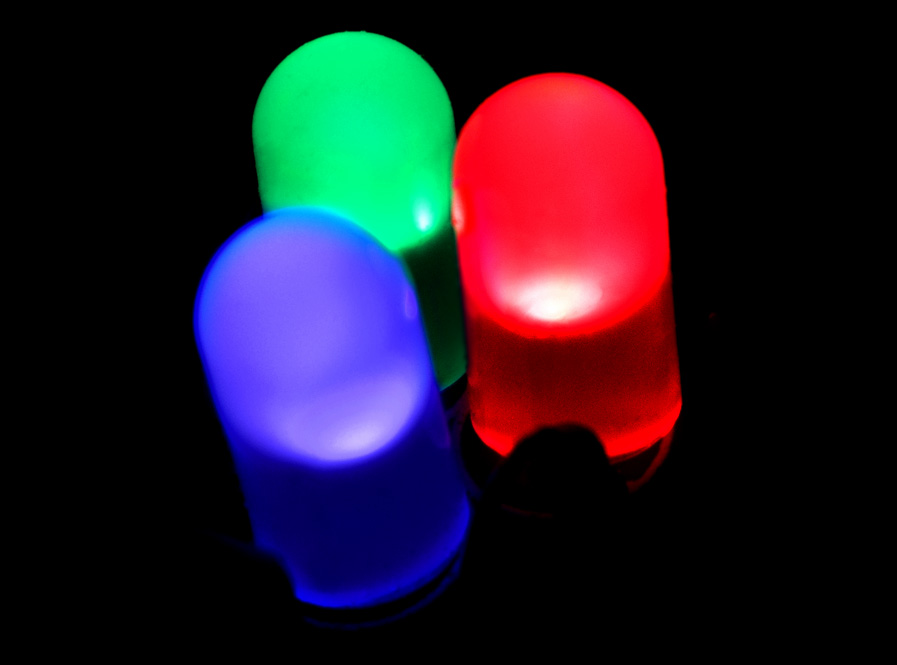
三種LED燈。左下角的爲藍色LED

藍光LED是能發出藍光的發光二極體（LED），其發明獲譽為「愛迪生之後的第二次照明革命」。藍光LED的發明，使人類湊齊能發出三原色光的LED，得以用LED湊出足夠亮的白光，大幅提高照明效率。2014年，天野浩与赤崎勇、中村修二因「發明高亮度藍色發光二極體，帶來了節能明亮的白色光源」共同获得诺贝尔物理学奖。

## 發現歷程

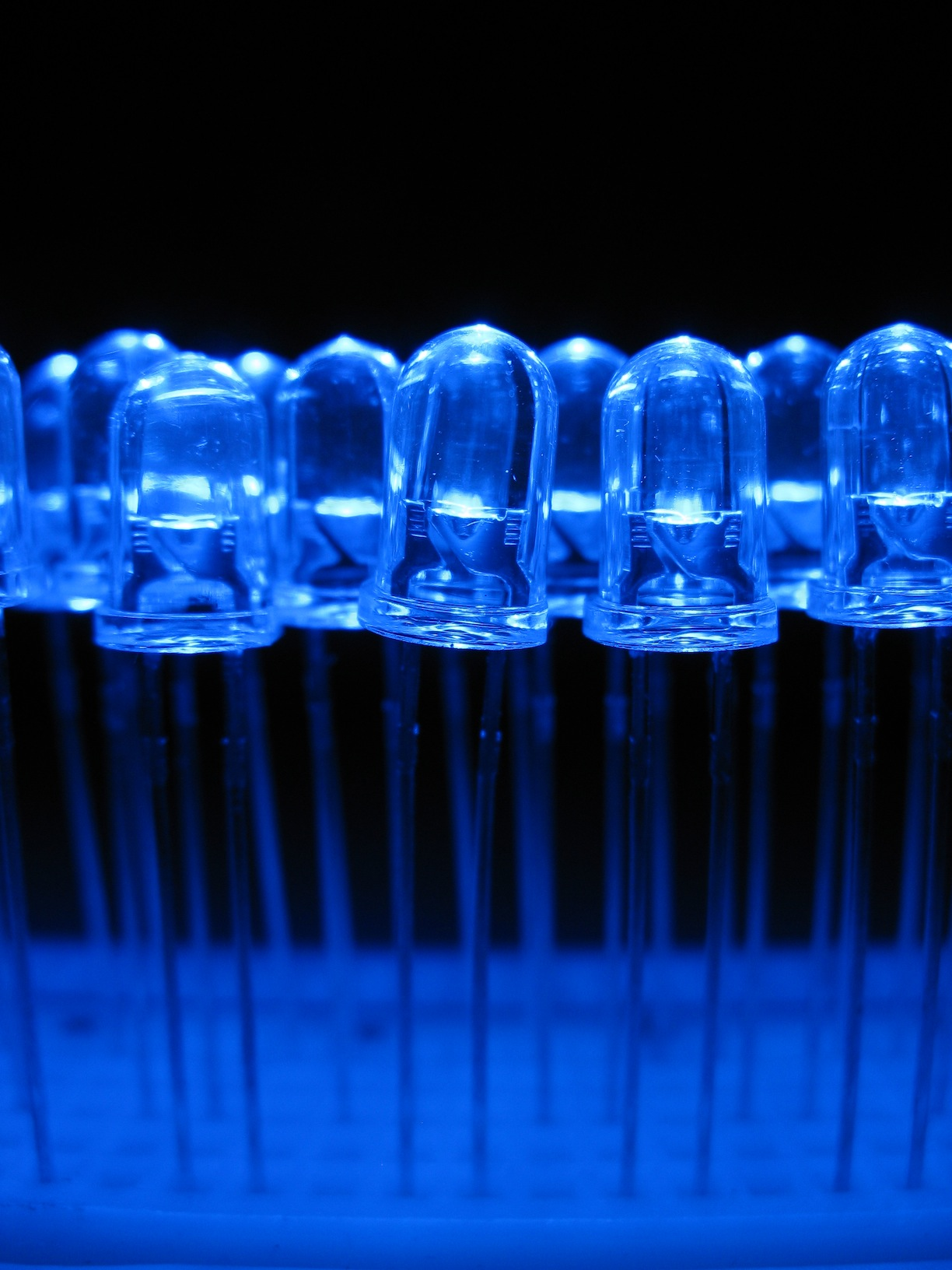
一些藍色LED燈

1971年，雅克·彭哥芬（Jacques Pankove）和艾德·米勒（Ed Miller）兩人論証了用摻鋅的氮化鎵製造出藍光LED的可能性——儘管隨後他們造出的第一個用氮化鎵製成的LED是發綠光的。1972年，斯坦福大學的赫伯·馬洛斯卡（Herb Maruska）與威利·懷恩斯（Wally Rhines），以及該校的材料科學與工程學博士研究生們研發出了第一種能發出藍紫光的LED，這種LED的材料爲摻鎂的氮化鎵。1974年，美國專利局將上述成果的專利權授予了Maruska，Rhines和斯坦福大學教授大衛·史蒂文森（專利號：US3819974 A （页面存档备份，存于））。直到今天，摻鎂的氮化鎵都仍然是所有商用藍光LED和激光二極體的基礎材料。但是，用 摻鎂的 氮化鎵製造出的藍光二極管發出的光太弱，不足以投入實際使用。而且，隨後關於氮化鎵元件的研究也遲遲未能獲得突破。1989年8月，Cree公司推出的第一款商用藍光LED使用的材料就不是氮化鎵，而是一種間接帶隙半導體碳化矽。這種藍光LED效率極低，甚至不能達到0.03%。
1980年代初，已是年過五旬的赤崎勇帶着學生天野浩重啓了有關氮化鎵的研究。1986年，他們成功製出了以前被認爲不可能製造出的氮化鎵晶體。1989年，他們發現將電流通入晶體的話，後者的發光可以得到增強。隨後，日亞化學工業的員工中村修二注意到了赤崎勇師徒的研究成果。他順着師徒的研究方向，最終在1993年製出了高亮度的藍光LED。。2014年，藍光LED的發明人中村修二與天野浩与赤崎勇獲得了該年度的諾貝爾物理學獎。

## 原理
1980年代後期的兩項突破爲藍光LED的發明奠定了基礎——一項是氮化鎵外延技術的發展，另一項是P型半導體的摻入。藍光LED包含數種不同的氮化鎵層，中村修二在其中摻入了銦和鋁，使其照明效率大幅提高。

## 意義及爭議
藍光LED的發明，使人類得以用LED湊出足夠亮的白光，而白光LED的效率显著高于白熾燈。白光LED促成了各種LED顯示屏的發明，也促進了照明效率的提高，後者使得人類降低碳排放、對抗氣候變遷成爲可能。
但是，也有人擔心藍光LED發出的藍光可能對人眼造成危害，因爲藍光可能導致黃斑變性。

## 專利問題
藍光LED的發明人中村修二的專利權曾一度被日亞化學工業剝奪，而他得到的獎金僅有2萬日元，無奈的中村修二只得把日亞化學告上法庭。最終，法院裁決日亞化學應賠償中村修二200億日元。這一結果曾一度震驚日本社會，但是日亞化學卻不服判決，提出上訴。在數年的拉鋸戰後，法院最終裁定日亞化學賠償中村修二8.4億日元。中村修二最終也只得接受這一判決結果。

## 延伸阅读
- Shuji Nakamura, Gerhard Fasol. . Springer. 1997. ISBN 3-540-61590-3.